# Rhamnusium testaceipenne
Rhamnusium testaceipenne är en skalbaggsart som beskrevs av Maurice Pic 1897. Rhamnusium testaceipenne ingår i släktet Rhamnusium och familjen långhorningar.
Artens utbredningsområde är:
- Iran.
- Ukraina.

Inga underarter finns listade i Catalogue of Life.